# トクラス
トクラス株式会社（英: TOCLAS CORPORATION）は主にシステムキッチンやシステムバスなどの住宅機器を製造するメーカー。旧社名はヤマハリビングテック株式会社（英: YAMAHA LIVINGTEC CORPORATION）。

## 概要
本社所在地は静岡県浜松市中央区西山町1370番地で、前身は楽器メーカーであるヤマハの家具・住宅設備部門である。1992年に家具・住宅設備部門が分社化され、ヤマハの100%子会社としてヤマハリビングテックが設立された。2010年には、株式の85%がヤマハより日本産業パートナーズを中心とする投資ファンド4社に譲渡された。同社製のシステムバスにはプラグをさして音楽が聞こえるようになっているものもある。製造子会社として、トクラスプロダクツ株式会社を有する。1970年代より、人造大理石を特徴とした製品に力を入れている。
2012年11月14日には、大手自動車部品メーカーデンソーと業務・資本提携を締結した。
2013年6月28日、ヤマハ及び投資ファンドの出資分についてMBOを実施することと、同年10月1日付で社名をトクラス株式会社に変更することを合わせて発表。
2013年10月1日、社名がトクラス株式会社に変更された。

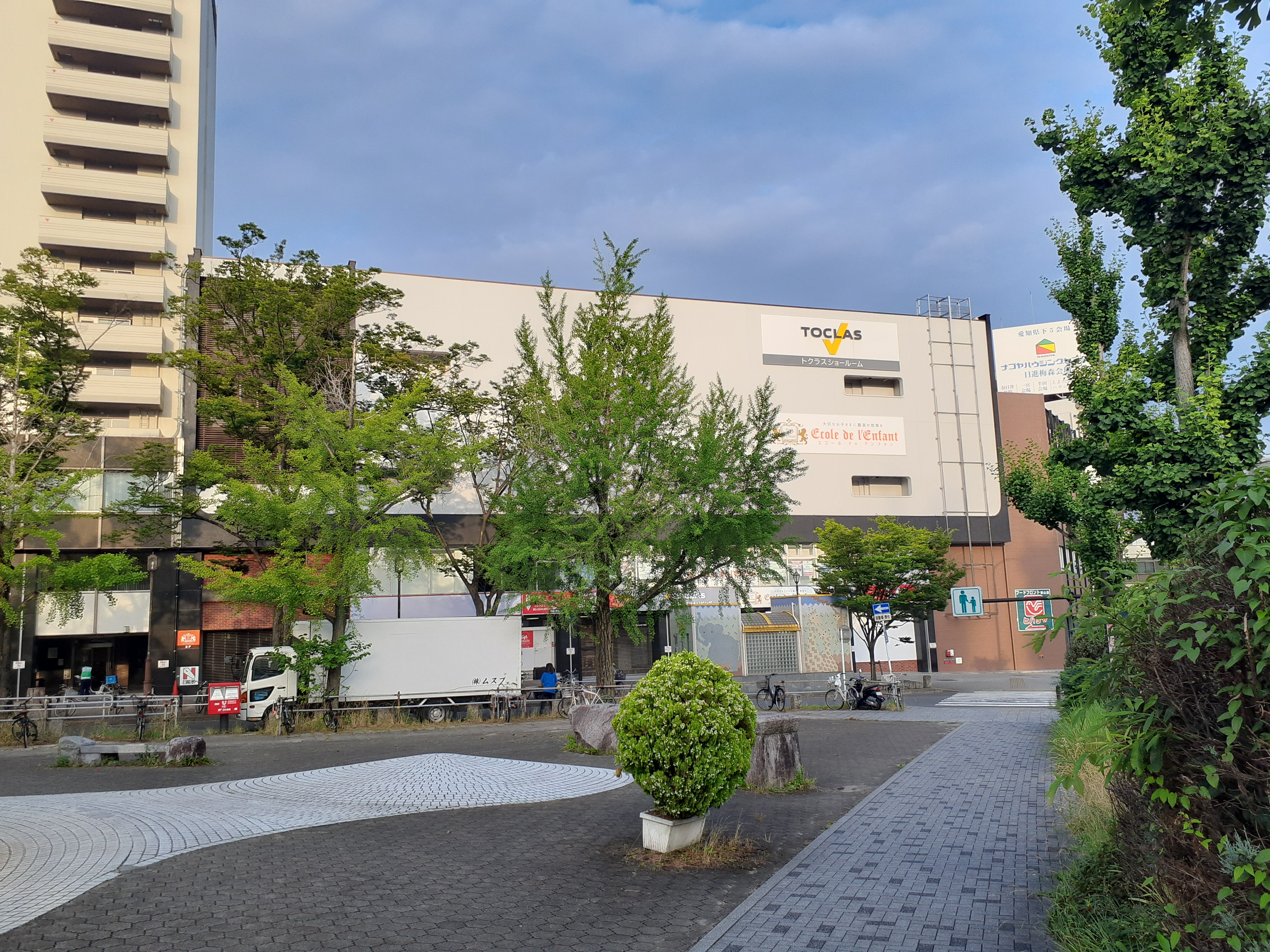
名古屋市千種区東山通にあるトクラスのショールーム。

## 主な商品

### システムキッチン
- Collagia
- Bb

### システムバス
- AXIY
- YUNO
- every
- VITAR

### 洗面化粧台
- アフェット
- アフェット セレクトボウル
- エポック
- EJ
- ジョリエ

なお、かつて行っていた家具・木製ドア・建材・給湯器などの事業は撤退している。

## 関連会社
- トクラスプロダクツ株式会社
- 株式会社ジョイエルホーム
- 寧波瑪波楽家居科技有限公司

## アクセス
- 遠鉄バス、37大久保線「トクラス株式会社」、30・31舘山寺線、36大塚ひとみヶ丘線「狸坂」両バス停下車

：37大久保線の運行は極端に少ない。